# Théorie de la gravitation de Le Sage
La théorie de la gravitation de Le Sage est une théorie cinétique de la gravitation proposée initialement par Nicolas Fatio de Duillier en 1690 puis plus tard par Georges-Louis Le Sage en 1748. La théorie propose une explication mécanique de la force gravitationnelle de Newton en termes de flux de minuscules particules invisibles, que Le Sage appelait « corpuscules ultramondains » (c'est-à-dire littéralement « originaires d'un autre monde »), qui impacteraient les objets matériels dans toutes les directions. Selon ce modèle, deux corps matériels se protègent partiellement l'un l'autre des corpuscules incidents, ce qui entraîne un déséquilibre net dans la pression exercée par les impacts de corpuscules sur les corps, ce qui tend à rapprocher les deux corps. Cette explication mécanique de la gravité n'a jamais été grandement acceptée, même si elle continuait occasionnellement à être étudiée par certains physiciens jusqu'au début du vingtième siècle, époque à laquelle elle a généralement été considérée comme définitivement discréditée.

## Théorie de base

P1 : Un seul corps ; pas de force directionnelle nette.

La théorie suppose que la force de gravitation est le résultat de minuscules particules (corpuscules) se déplaçant à grande vitesse dans toutes les directions à travers l'univers. Il est supposé que l'intensité du flux de particules est le même dans toutes les directions, donc un objet isolé A est frappé de façon égale de tous les côtés, ce qui engendre uniquement une pression dirigée vers l'intérieur mais aucune force directionnelle nette (situation de l'illustration P1).

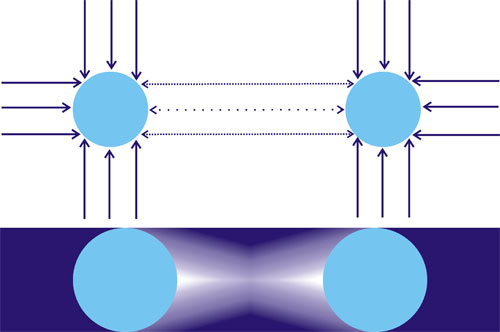
P2 : Deux corps « s'attirent ».

Cependant, lorsqu'un second objet, B, est présent, une partie des particules qui auraient frappé A du côté faisant face à B est intercepté par B, donc B agit comme un bouclier. Autrement dit, du côté faisant face à B, A sera frappé par moins de particules que du côté opposé. De la même façon, B sra frappé par moins de particules du côté faisant face à A que du côté opposé. On peut dire que A et B se font de l'ombre l'un à l'autre et que les deux corps sont poussés l'un vers l'autre par le déséquilibre de force induit (situation de l'illustration P2). Selon cette théorie, l'attraction apparente entre les deux corps est donc en réalité une poussée réduite du côté faisant face à l'autre corps, donc la théorie est parfois appelée « théorie de la poussée » ou « théorie de l'ombre », bien que l'on parle plus souvent de la théorie de la gravitation de Le Sage.

### Nature des collisions

P3 : Courants opposés.

Si les collisions entre le corps A et les particules gravifiques sont complètement élastiques, l'intensité des particules réfléchies serait aussi grande que celle des particules incidentes, donc aucune force directionnelle nette ne serait présente. La situation serait la même dans le cas où un second corps, B, est introduit, où B agit comme un bouclier contre les particules gravifiques dans la direction de A. La particule gravifique C, qui en temps normal aurait frappé A, est bloquée par B, mais une autre particule D, qui en temps normal n'aurait pas frappé A, est redirigée vers A par la réflexion sur B et donc remplace C. Dès lors, si les collisions sont complètement élastiques, les particules réfléchies entre A et B compenseraient complètement tout effet d'ombrage. Afin qu'il y ait une force gravitationnelle nette, il faut supposer que ces collisions ne sont pas complètement élastiques, ou au moins que les particules réfléchies sont ralenties, de telle sorte que leur moment cinétique (momentum) est réduit après l'impact. Ceci résulterait en des courants avec un moment réduit partant de A et des courants avec un moment non réduit arrivant sur A, donc un moment directionnel net vers le centre de A apparaîtrait (illustration P3). Avec cette hypothèse, les particules réfléchies dans le cas à deux corps ne compensera pas complètement l'effet d'ombrage, parce que le flux réfléchi est plus faible que le flux incident.

### Loi de l'inverse du carré (loi de décroissance quadratique?)

P4 : Relation de l'inverse du carré.

Étant donné que l'on suppose que certaines si ce n'est toutes les particules gravifiques convergeant vers un objet sont soit absorbées soit ralenties par l'objet, l'intensité du flux de particules gravitiques émanant de la direction d'un objet massif est moindre que celle du flux convergeant vers l'objet. On peut imaginer ce déséquilibre de flux de moment, et par conséquent de la force exercée par quelque autre corps dans le voisinage, comme étant distribué sur une surface sphérique centrée sur l'objet (illustration P4). Le déséquilibre de flux de moment sur une surface entièrement sphérique entourant l'objet est indépendante de la sphère encerclante, alors que la surface de la sphère augmente comme le carré du rayon. Par conséquent, le déséquilibre de moment par unité de surface diminue comme l'inverse du carré de la distance.

### Proportionnalité avec la masse
D'après les prémices mentionnés jusqu'alors, il n'apparaît qu'une force proportionnelle à la surface des corps. Cependant, la gravité est proportionnelle à la masse. Pour satisfaire le besoin de la proportionnalité avec la masse, la théorie suppose (a) que les éléments de base de la matière sont très petits, de telle sorte que la matière brute est essentiellement constituée d'espace vide, et (b) que les particules sont tellement petites que seule une petite part de celles-ci seraient interceptées par de la matière brute. Dans ce cas, l'« ombrage » de chaque corps est proportionnel à la surface de élément de matière individuel. Si on suppose ensuite que les éléments élémentaires opaques de toute la matière sont identiques (c'est-à-dire qu'ils ont le même rapport entre densité et surface), il va résulter que l'effet d'ombrage est, au moins approximativement, proportionnel à la masse (illustration P5).

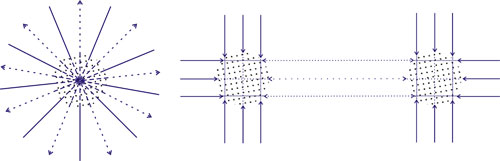
P5 : Perméabilité, atténuation et proportionnalité avec la masse.

## Fatio

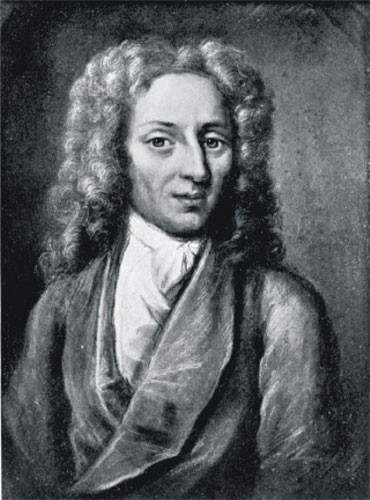
Nicolas Fatio de Duillier.

Nicolas Fatio présenta la première formulation de ses idées sur la gravitation dans une lettre à Christian Huygens au printemps 1690. Deux jours plus tard, Fatio lut le contenu de la lettre devant la Royal Society à Londres. Dans les années suivantes, Fatio rédigea plusieurs brouillons manuscrits de son œuvre majeure De la cause de la pesanteur, mais aucun ne fut publié durant sa vie. En 1731, Fatio envoya également sa théorie sous forme de poème latin, dans le style de Lucrèce, à l'Académie des sciences de Paris, mais elle fut "dismissed". Certains fragments de ces manuscrits et copies du poème furent acquis plus tard par Georges-Louis Le Sage, qui échoua à trouver un éditeur pour les papiers de Fatio. La situation resta celle-ci jusqu'en 1929,  lorsque la seule copie complète du manuscrit de Fatio fut publiée par Karl Bopp et, en 1949, Bernard Gagnebin utilisa les fragments collectés en possession de Le Sage pour reconstruire le papier. L'édition de Gagnebin comporte des révisions faites par Fatio jusqu'en 1743, quarante ans après avoir rédigé le brouillon sur lequel l'édition de Bopp est basée. Cependant, la deuxième moitié de l'édition de Bopp contient les parties mathématiquement les plus avancées de la théorie de Fatio, lesquelles ne furent pas incluses par Gagnebin dans son édition. Pour une analyse détaillée du travail de Fatio et une comparaison entre les éditions de Bopp et de Gagnebin, voir Zehe. La description qui suit est essentiellement basée sur l'édition de Bopp.

### Sources secondaires
- [Edwards 2002] (en) Matthew R. Edwards, Pushing Gravity: New Perspectives on Le Sage's Theory of Gravitation [« Gravité poussante : Nouvelles perspectives sur la théorie de la gravitation de Le Sage »], Indiana University, 2002 (ISBN 978-0-9683689-7-8, lire en ligne).